# Seznam postav seriálu Lokomotiva Tomáš
Toto je seznam postav z animovaného seriálu Lokomotiva Tomáš, který obsahuje postavy ze seriálu a filmů. Prvních dvanáct sérií bylo pouze vyprávěných, od třinácté série mluví jednotlivé postavy různí lidé.

## Seznam postav

### Hlavní postavy
| jméno                           | barva             | typ                      | inspirováno strojem                           | první výskyt | skupina, původ | pozn.                   |
| ------------------------------- | ----------------- | ------------------------ | --------------------------------------------- | ------------ | -------------- | ----------------------- |
| Tomáš                           | modrá             | lokomotiva parní         | LB&SCR třídy E2                               | 1984-S01     | parní tým      | číslo 1                 |
| Edward (Eduard)                 | modrá             | lokomotiva parní         | Furness Railway K2 Class                      | 1984-S01     | parní tým*     | číslo 2                 |
| Henry (Jindra)                  | zelená            | lokomotiva parní         | LNER Gresley Class A1/A3                      | 1984-S01     | parní tým*     | číslo 3                 |
| Gordon                          | modrá             | lokomotiva parní         | LNER Gresley Class A0 pacific                 | 1984-S01     | parní tým      | číslo 4                 |
| James (Jakub, Kuba)             | červená           | lokomotiva parní         | L&YR Class 28 a L&YR Class 27                 | 1984-S01     | parní tým      | číslo 5                 |
| Percy                           | zelená            | lokomotiva parní         | GWR No. 1340 Trojan                           | 1984-S01     | parní tým      | číslo 6                 |
| Toby                            | hnědá             | lokomotiva parní/tramvaj | GER Class C53                                 | 1984-S01     | parní tým      | číslo 7                 |
| Bertie (Bertík)                 | červená           | autobus                  |                                               | 1984-S01     | silniční       |                         |
| Terence                         | oranžová          | traktor pásový           |                                               | 1984-S01     | silniční       |                         |
| Annie a Clarabel (Anna a Klára) | oranžovohnědá     | osobní vozy              |                                               | 1984-S01     |                |                         |
| Donald a Douglas                | černá             | lokomotiva parní         | Caledonian Railway 812 Class                  | 1986-S02     |                | číslo 9 a 10            |
| Duck (Kačer)                    | zelená            | lokomotiva parní         | GWR 5700 Class                                | 1986-S02     |                | číslo 8                 |
| Daisy                           | zelená            | motorový vůz             |                                               | 1986-S02     |                | číslo D1                |
| Bill a Ben                      | žlutá             | lokomotiva parní         |                                               | 1986-S02     |                | číslo SCC1 a SCC2       |
| Trevor                          | tmavě zelená      | lokomotiva parní         |                                               | 1986-S02     | silniční       |                         |
| Diesel                          | černá             | lokomotiva dieslová      | British Rail Class 08                         | 1986-S02     |                |                         |
| Harold                          | bílá              | helikoptéra              |                                               | 1986-S02     |                |                         |
| Oliver                          | zelená            | lokomotiva parní         | GWR 1400 Class                                | 1992-S03     |                | číslo 11                |
| Bulgy (Náfuka)                  | červená           | autobus dvoupatrový      |                                               | 1992-S03     | silniční       |                         |
| Mavis                           | černá             | lokomotiva dieslová      |                                               | 1992-S03     |                |                         |
| Toad (Žabák)                    | šedá              | brzdový vůz              |                                               | 1992-S03     |                |                         |
| Skarloey                        | červená           | lokomotiva parní         |                                               | 1995-S04     | rozchod 686 mm | SR1                     |
| Rheneas                         | oranžová          | lokomotiva parní         |                                               | 1995-S04     | rozchod 686 mm | SR2                     |
| Pan/Sir Handel                  | tmavě modrá       | lokomotiva parní         |                                               | 1995-S04     | rozchod 686 mm | SR3                     |
| Petr Sam (Petr)                 | zelená            | lokomotiva parní         |                                               | 1995-S04     | rozchod 686 mm | SR4                     |
| Rusty                           | oranžová          | lokomotiva dieslová      |                                               | 1995-S04     | rozchod 686 mm | SR5                     |
| Duncan                          | žlutá             | lokomotiva parní         |                                               | 1995-S04     | rozchod 686 mm | SR6                     |
| Butch                           | žlutá             | nákladní auto            |                                               | 1998-S05     | silniční       |                         |
| Arry a Bert                     | zelenožluté       | lokomotiva dieslová      |                                               | 1998-S05     |                |                         |
| Cranky (Klika)                  | khaki             | jeřáb přístavní          |                                               | 1998-S05     |                |                         |
| Harvey                          | červená           | jeřáb železniční         |                                               | 2002-S06     |                | číslo 27                |
| Salty (Mořský vlk, Solník)      | červená           | lokomotiva dieslová      |                                               | 2002-S06     |                | D2991                   |
| Emily                           | smaragdově zelená | lokomotiva parní         | GNR Stirling 4-2-2                            | 2003-S07     | parní tým      | číslo 12 (od 24. série) |
| Spencer                         | stříbrná          | lokomotiva parní         |                                               | 2003-S07     | proudnicová    |                         |
| Rosie                           | fialová/červená   | lokomotiva parní         |                                               | 2006-S10     |                | NWR37                   |
| Rocky                           | červená           | jeřáb železniční         |                                               | 2006-S10     |                |                         |
| Whiff (Puchavec)                | tmavě zelená      | lokomotiva parní         |                                               | 2007-S11     |                | číslo 66, brýle         |
| Stanley                         | béžová            | lokomotiva parní         |                                               | 2008-film    |                |                         |
| Charlie (Karlík)                | fialová           | lokomotiva parní         |                                               | 2009-S13     |                | NWR14                   |
| Victor (Viktor)                 | červená           | lokomotiva parní         |                                               | 2009-film    |                | číslo 1173*             |
| Hiro                            | černá             | lokomotiva parní         |                                               | 2009-film    | japonská       | číslo 51                |
| Kevin                           | žlutá             | jeřáb silniční           |                                               | 2009-film    | silniční       |                         |
| Paxton                          | tmavě zelená      | lokomotiva dieslová      |                                               | 2011-film    |                |                         |
| Porter                          | modrozelená       | lokomotiva parní         |                                               | 2013-S17     |                |                         |
| Philip (Filip)                  | zelenožlutá       | lokomotiva dieslová      |                                               | 2015-S19     |                |                         |
| Carly                           | žlutá             | jeřáb přístavní          |                                               | 2017-S21     |                |                         |
| Velký Mickey                    | šedivá            | jeřáb přístavní          |                                               | 2017-S21     |                |                         |
| Rebecca                         | žlutá             | lokomotiva parní         | SR West Country and Battle of Britain classes | 2018-S22     | parní tým      | NWR22                   |
| Nia                             | oranžová          | lokomotiva parní         | KUR ED1 class                                 | 2018-film    | parní tým      | číslo 18                |
| Emerson                         | modrožlutozelená  | letadlo vrtulové         |                                               | 2018-film    |                |                         |

* později změněno

### Epizodní postavy
Následující postavy se v seriálu objevily pouze v několika dílech:
| jméno                              | barva                | typ                             | první výskyt | skupina, původ         | pozn.          |
| ---------------------------------- | -------------------- | ------------------------------- | ------------ | ---------------------- | -------------- |
| BoCo                               | zelená               | lokomotiva dieslová             | 1986-S02     |                        | číslo D5702    |
| Flying Scotsman (Létající skot)    | zelená               | lokomotiva parní                | 1992-S03     |                        |                |
| Stepney                            | zlatá                | lokomotiva parní                | 1995-S04     |                        | LBSCR 55       |
| Smudger                            | zelená               | lokomotiva parní                | 1995-S04     | rozchod 686 mm         | MSR2           |
| Duke (Vévoda)                      | hnědá                | lokomotiva parní                | 1995-S04     | rozchod 686 mm         | SR8            |
| Caroline (Karolína)                | červená              | auto                            | 1995-S04     | silniční               |                |
| George (Jirka)                     | zelená               | válec parní                     | 1995-S04     | silniční               |                |
| S.C.Ruffey                         | hnědá                | nákladní vůz                    | 1995-S04     |                        |                |
| Bertram (Starý Válečník)           | hnědá                | lokomotiva parní                | 1998-S05     | rozchod 686 mm         |                |
| Thumper (Buchar)                   | červená              | pásový razící stroj             | 1998-S05     | silniční               |                |
| Derek                              | zelená               | lokomotiva dieslová             | 1998-S05     |                        |                |
| Tiger Moth                         | žlutočervená         | letadlo                         | 1998-S05     |                        |                |
| Diesel 10                          | okrová               | lokomotiva dieslová             | 2000-film    |                        |                |
| Lady                               | fialová              | lokomotiva parní                | 2000-film    |                        |                |
| Kelly                              | modrobílá            | jeřáb silniční                  | 2002-S06     | silniční Jackova parta | číslo 17       |
| Ned                                | oranžová             | bagr parní                      | 2002-S06     | silniční Jackova parta | číslo 19       |
| Alfie                              | zelená               | bagr                            | 2002-S06     | silniční Jackova parta |                |
| Byron (Baron)                      | žlutá                | buldozer                        | 2002-S06     | silniční Jackova parta |                |
| Jack (Honza)                       | červenošedá          | nakladač                        | 2002-S06     | silniční Jackova parta |                |
| Max a Monty                        | červenošedá          | nákladní auto                   | 2002-S06     | silniční Jackova parta |                |
| Oliver (bagr)                      | hnědá                | bagr pásový                     | 2002-S06     | silniční Jackova parta |                |
| Elizabeth (Eliška)                 | červená              | nákladní auto parní             | 2002-S06     | silniční               |                |
| Arthur (Artur)                     | červená              | lokomotiva parní                | 2003-S07     |                        |                |
| Fergus                             | černá                | lokomotiva parní                | 2003-S07     |                        |                |
| Murdoch                            | hnědá                | lokomotiva parní                | 2003-S07     |                        |                |
| Dennis                             | šedá                 | lokomotiva dieslová             | 2005-S09     |                        | BR11001        |
| Neville                            | černá                | lokomotiva parní                | 2005-S09     |                        | číslo BR33010  |
| Mighty Mac (Silák/Silný/Velký Mac) | tmavě modrá          | lokomotiva parní                | 2005-S09     | rozchod 686 mm         | oboustranná    |
| Proteus                            | žlutá                | lokomotiva parní                | 2005-S09     | rozchod 686 mm         | SR3*           |
| Molly                              | žlutá                | lokomotiva parní                | 2005-S09     |                        |                |
| Freddie (Nebojácný Freddie)        | šedá                 | lokomotiva parní                | 2006-S10     | rozchod 686 mm         | SR7            |
| Jeremy                             | bílá                 | letadlo tryskové                | 2006-S10     |                        |                |
| Billy                              | oranžová             | lokomotiva parní                | 2007-S11     |                        |                |
| Hektor                             | černá                | uhelný vůz                      | 2007-S11     |                        |                |
| Madge                              | zelenokrémová        | nákladní auto                   | 2007-S11     |                        |                |
| Colin                              | zelená               | jeřáb parní                     | 2008-S12     |                        |                |
| Flora                              | žlutočervená         | tramvaj parní                   | 2008-S12     |                        |                |
| Hank                               | modrá                | lokomotiva parní                | 2008-S12     |                        |                |
| Scruff (Drtící Špindíra)           | zelená               | lokomotiva parní                | 2010-S14     |                        |                |
| Bash a Dash                        | oranžovošedé         | lokomotiva parní                | 2010-film    |                        |                |
| Ferdinand                          | zelenošedá           | lokomotiva parní                | 2010-film    |                        |                |
| Hee-haw                            |                      | jeřáb parní                     | 2010-film    |                        |                |
| Kapitán                            | žlutomodročervená    | motorová loď                    | 2010-film    |                        |                |
| Ol' Wheezy                         |                      | jeřáb parní                     | 2010-film    |                        |                |
| Belle (Bella)                      | tmavě modrá          | lokomotiva parní                | 2011-film    |                        |                |
| Dart                               | žlutočervená         | lokomotiva dieslová             | 2011-film    |                        |                |
| Den                                | oranžovošedá         | lokomotiva dieslová             | 2011-film    |                        |                |
| Flynn                              | červená              | hasičské auto železniční        | 2011-film    |                        |                |
| Norman                             | červená              | lokomotiva dieslová             | 2011-film    |                        |                |
| Sidney                             | tmavě modrá          | lokomotiva dieslová             | 2011-film    |                        |                |
| Stafford                           | hnědá                | lokomotiva elektrická bateriová | 2012-S16     |                        |                |
| Luke                               | zelená               | lokomotiva parní                | 2012-film    | rozchod 686 mm         | SR22           |
| Merrick                            | červená              | jeřáb železniční                | 2012-film    |                        |                |
| Owen                               | oranžová             | stroj v dole parní              | 2012-film    |                        |                |
| Winston                            | červená              | auto drážní                     | 2012-film    |                        |                |
| Millie                             | modrá                | lokomotiva parní                | 2013-film    | rozchod 686 mm         |                |
| Caitlin                            | fuchsiová            | lokomotiva parní                | 2013-film    | proudnicová            |                |
| Connor                             | zelenošedá           | lokomotiva parní                | 2013-film    | proudnicová            |                |
| Stephen                            | žlutá                | lokomotiva parní                | 2013-film    |                        |                |
| Samson                             | zelená               | lokomotiva parní                | 2014-S18     |                        |                |
| Gator                              | zelená               | lokomotiva parní                | 2014-film    |                        |                |
| Marion                             | oranžová             | rypadlo parní                   | 2014-film    |                        |                |
| Reg                                | žlutá                | jeřáb železniční                | 2014-film    |                        |                |
| Timothy                            | tmavě modrá          | lokomotiva parní                | 2014-film    |                        |                |
| Bert                               | modrá                | lokomotiva parní                | 2015-film    | rozchod 381 mm         |                |
| Mike                               | červená              | lokomotiva parní                | 2015-film    | rozchod 381 mm         |                |
| Rex                                | zelená               | lokomotiva parní                | 2015-film    | rozchod 381 mm         |                |
| Glynn                              | červená              | lokomotiva parní                | 2015-film    |                        |                |
| Judy a Jerome                      | šedá                 | jeřáb železniční                | 2015-film    |                        |                |
| Logan                              | modrožlutá           | lokomotiva parní                | 2015-film    |                        |                |
| Ryan                               | fialová              | lokomotiva parní                | 2015-film    |                        |                |
| Skiff                              | bílá                 | plachetnice                     | 2015-film    |                        |                |
| Bradford                           | zelená               | brzdový vůz                     | 2016-S20     |                        |                |
| Hugo                               | stříbrná             | lokomotiva vrtulová             | 2016-S20     |                        |                |
| Ashima                             | růžová               | lokomotiva parní                | 2016-film    | indická                |                |
| Axel                               | červenočerná         | lokomotiva parní                | 2016-film    | belgická               |                |
| Carlos                             | černá                | lokomotiva parní                | 2016-film    | mexická                |                |
| Etienne                            | modrobílá            | lokomotiva elektrická           | 2016-film    | francouzská            |                |
| Frieda                             | modrá                | lokomotiva parní                | 2016-film    | německá                |                |
| Gina                               | zelená               | lokomotiva parní                | 2016-film    | italská                |                |
| Ivan                               | červenomodrobílá     | lokomotiva dieslová             | 2016-film    | ruská                  |                |
| Rajiv                              | tmavě modrá          | lokomotiva parní                | 2016-film    | indická                |                |
| Raul                               | žlutomodrozelená     | lokomotiva parní                | 2016-film    | brazilská              |                |
| Shane                              | zelenošedá           | lokomotiva parní                | 2016-film    | australská             |                |
| Vinnie                             | Tmavo modrá          | lokomotiva parní                | 2016-film    | americká               |                |
| Yong Bao                           | červená              | lokomotiva parní                | 2016-film    | čínská                 |                |
| Hannah                             | žlutá                | osobní vůz                      | 2017-S21     |                        |                |
| Hurricane                          | hnědá                | lokomotiva parní                | 2017-film    |                        | číslo 20       |
| Frankie                            | zelenomodrá          | lokomotiva dieslová             | 2017-film    |                        | číslo MSC 4002 |
| Beresford                          | tmavě modrá          | jeřáb                           | 2017-film    |                        |                |
| Lexi                               | tyrkysová            | lokomotiva parní                | 2017-film    |                        |                |
| Merlin                             | stříbrná             | lokomotiva parní                | 2017-film    |                        |                |
| Theo                               | hnědá                | lokomotiva parní                | 2017-film    |                        |                |
| Hong-Mei                           | modrá                | lokomotiva parní                | 2018-S22     | čínská                 |                |
| Tamika                             | žlutá                | lokomotiva parní                | 2018-S22     | australská             |                |
| Aubrey a Aiden                     | zelenožlutá          | osobní vozy                     | 2018-S22     | australské             |                |
| Isla                               | bílá                 | letadlo                         | 2018-S22     | australské             |                |
| An An a Yin-Long                   | zelená               | osobní vozy                     | 2018-S22     | čínské                 |                |
| Lei                                | fialová              | nákladní vůz                    | 2018-S22     | čínský                 |                |
| Noor Jehan                         | krémová              | lokomotiva dieslová             | 2018-S22     | indická                |                |
| Šankar                             | oranžovokrémověhnědá | lokomotiva dieslová             | 2018-S22     | indická                |                |
| Dexter                             | pestrobarevný        | osobní vůz                      | 2018-S22     |                        |                |
| Kwaku                              | červená              | lokomotiva parní                | 2018-film    | tanzanská              |                |
| Natalie                            | modročervená         | lokomotiva dieslová             | 2018-film    | americká               |                |
| Cassia                             | oranžová             | jeřáb                           | 2019-S23     | brazilská              |                |
| Gabriela                           | zelenočerná          | lokomotiva parní                | 2019-S23     | brazilská              |                |
| Gustavo                            | modrá                | lokomotiva elektrická           | 2019-S23     | brazilská              |                |

* později změněno

## Popis postav

### Železniční

#### Parní tým
- Tomáš je modrá parní lokomotiva, který pracuje pro Severozápadní železnici.
  - dabing: Pavel Tesař (13.-17. série), Vojtěch Hájek (18.-20.,22. série), Petr Gelnar (Diesel má slavný den), Jakub Saic (Příběh hrdiny), Jan Maxián (zpěv)

- Edward je stará modrá lokomotiva pro smíšený provoz, která jezdí na své vlastní trati, co vede z Wellsworthu do Brendamu. Je jednou z nejstarších lokomotiv na Sodoru. Edward se přestěhoval do Wellsworthského depa, jelikož byl zničeno jeho depo v Tidmouthu.[3] Předlohou pro Edwarda byla lokomotiva GNSR třídy F 'Gordon Highlander'.
  - dabing: Milan Slepička (Hrdina na kolejích), Libor Terš (13.-20. série), Radovan Vaculík (Záhada modré hory), Tomáš Juřička (Sodorská legenda o ztraceném pokladu)

- Henry je zelená lokomotiva určená pro smíšený provoz, která pracuje na hlavní trati. Původně byl Henry prototypem lokomotivy, která byla poháněna speciálním velšským uhlím. Po nehodě byl Henry přestavěn na lokomotivu, co nepotřebuje velšské uhlí. Henry se ve 22. sérii přestěhoval z Tidmouthského do Vicarstownského Depa, aby byl blíže své práci. Jeho předlohou byla skutečná lokomotiva LMS Stanier Class 5 4-6-0
  - dabing: Libor Terš (13.-20. série), Radovan Vaculík (Záhada modré hory)

- Gordon je velká modrá parní lokomotiva, která pracuje na hlavní trati a má číslo 4. Je jednou z nejrychlejších a nejsilnějších lokomotiv na Sodoru. Jeho hlavní prací je tažení rychlíku. Občas ho to vede k pocitu nadřazenosti. Od 22. série se o tuto práci dělí s Rebeccou. Jeho hlášky jsou "Expres projíždí!" a "Taková potupa!". Jeho předlohou byla skutečná lokomotiva LNER Gresley třídy A1 a A3.
  - dabing: Milan Slepička (13.-14. série), Libor Terš ( Diesel má slavný den) Zbyšek Pantůček (15.-16. série), Radovan Vaculík (17. série), Tomáš Juřička (18.-20. série), Jan Szymik (Velká dobrodružství ve velkém světě)

- James je červená lokomotiva pro smíšený provoz, která pracuje na hlavní trati Severozápadní železnice.
  - dabing: Milan Slepička (13. série), Bohuslav Kalva (14.-20.,22. série), Tomáš Juřička (Diesel má slavný den), Bohumil Švarc ml. (Záhada modré hory)

- Percy je malá zelená parní lokomotiva, která byla přivezena na ostrov Sodor, aby pomáhala s provozem železnice během stávky Henryho, Gordona a Jamese.[4] Je Tomášovým nejlepším přítelem a jednou z mladších lokomotiv na Sodoru. Jeho oblíbenou prací je doručovat poštu. Pracuje na Tomášově vedlejší trati jako nákladní lokomotiva.
  - dabing: Milan Slepička (13.-14. série), Tomáš Juřička (Diesel má slavný den), Bohuslav Kalva (Záhada modré hory), Radovan Vaculík (17.-20. série), Jan Battěk (22. série)

- Toby je hnědá hranatá parní lokomotiva, která dříve pracovala na tramvajové trati poblíž Tomášovy trati. Poté, co se tato stará trať zavřela, byl koupen Tlustým přednostou. Jeho trať byla později znovu otevřena jako součást Severozápadní železnice, přičemž Toby byl přemístěn do svého starého depa. Jezdí na Tomášově trati se svým vagónem Henriettou. Jeho předlohou byla skutečná lokomotiva GER Class C53.
  - dabing: Roman Hájek(14.-17.,20. série), Radek Hoppe (Záhada modré hory), Petr Neskusil (18. série), Michal Holán (Sodorská legenda o ztraceném pokladu), Jakub Saic (19. série)

- Emily je smaragdová parní lokomotiva, která je laskavá a působí jako sestra ostatních lokomotiv, přestože je občas vybíravá a impulzivní. Po záchraně Gordona z hroutícího se mostu a Jamese, Percyho a Rebeccy před vykolejením se Emily stala Sodorskou bezpečnostní lokomotivou. Má vlastní vagóny, které dostala, kvůli své statečnosti při záchraně Olivera. Její předlohou byla skutečná lokomotiva GNR Stirling 4-2-2.
  - dabing: Helena Dytrtová (13. série), Klára Šumanová (14.-20.,22. série)

- Nia je oranžová parní lokomotiva, která původně žila v Keni. Připojila se k Tomášovi na jeho cestě kolem světa. Nyní má trvalé bydliště na Severozápadní železnici a je členkou Parního týmu. Často pomáhá v ZOO Sodor. Když se Tomáš vrátil na Sodor, Nia prozradila, že nemá domov, kam by mohla jít, protože její depo bylo zničeno, a tak ji Tomáš pozval, aby žila na Sodoru a zaujala Edwardovo místo v Tidmouthském depu. Její předlohou byla skutečná lokomotiva KUR ED1.

- Rebecca je velká žlutá lokomotiva, která pochází z pevniny. Rebecca dostala Henryho místo v Tidmouthském depu. Je to velmi veselá lokomotiva, která v každém vždy vidí to nejlepší. Často pomáhá Gordonovi táhnout rychlík, ale také táhne nákladní vlaky na hlavní trati. Její předlohou byla skutečná lokomotiva SR West Country a Battle of Britain.[5]

#### Ostatní lokomotivy
- Bill a Ben jsou žluté lokomotivy vlastněné společností Sodor China Clay Company.[6] Jsou zlomyslní a rádi napodobují ostatní lokomotivy. Krátkou dobu pracovali v Centre Island Quarry, kde na ně dohlížela Mavis. Oba pracují v docích a v kaolinovém dolu. Jejich předlohou byly skutečné lokomotivy "Alfred" a "Judy".[7]
  - dabing: Radovan Vaculík a Jakub Saic

- Boco je zelená dieselová lokomotiva pro smíšený provoz, která pracuje na Edwardově trati a příležitostně na hlavní trati. Spolu s Edwardem je mentorem Billa a Bena. Jeho předlohou byla skutečná lokomotiva Class 28.
- Diesel je černá dieselová lokomotiva, která pracuje v hutích a vrakovištích společnosti Sodor Ironworks. Má úskočnou a zákeřnou povahu. Chová velkou zášť vůči parním lokomotivám. Přesto si však na ně rychle zvykne. V seriálu Lokomotiva Tomáš se Diesel nakonec stane stálým obyvatelem Sodoru. Je jedním z hlavních záporáků celého seriálu. Jeho předlohou byla skutečná lokomotiva Class 08.[8]
  - dabing: Pavel Tesař (13. série), Roman Hájek (14.-20. série), Bohdan Tůma (Záhada Modré Hory)

- Donald a Douglas jsou dvě černé lokomotivy pro smíšený provoz. Pochází ze Skotska. Mají tendenci se spolu hádat, když mají spolupracovat. V anglické verzi mluví se skotskými přízvuky. Jsou založeny na Caledonian Railway 812 a 652 Class.

- Duck je parní lokomotiva Velkozápadní železnice, která jezdí s Oliverem na své vlastní trati. Myslí si, že existují dva způsoby, jak věci dělat: způsob Velkozápadní a špatný způsob. Duck se ve skutečnosti jmenuje Montague[9], ale přezdívá se mu Kachna. Jeho hláška je "Prosím o prominutí, pane." Jeho předlohou byla skutečná lokomotiva GWR 5700.
  - dabing: Jakub Saic

- Duncan, žlutá parní lokomotiva
  - dabing: Tomáš Juřička

- Hiro, černá parní lokomotiva
  - dabing: Libor Terš (13.-14. série), Pavel Tesař (Král Železnice), Roman Hájek (18.-20. série)

- Charlie, fialová parní lokomotiva
  - dabing: Petr Neskusil

- Mavis, černá dieslová lokomotiva
  - dabing: Helena Dytrtová (13. série), Klára Šumanová (18. série)

- Oliver je zelená parní lokomotiva z Velkozápadní železnice, která pracuje s Duckem na jeho vedlejší trati. On a jeho brzdící vůz Toad se dobrodružně dostali na ostrov Sodor. Před sešrotováním je zachránil Douglas. Jeho předlohou byla skutečná lokomotiva GWR 1400.
  - dabing: Jakub Saic (Sodorská Legenda o Ztraceném Pokladu), Radovan Vaculík (19. série), Tomáš Juřička (20. série)

- Pan Handel, tmavě modrá parní lokomotiva
  - dabing: Bohdan Tůma (Záhada Modré Hory), Vojtěch Hájek (20. série)

- Paxton, tmavě zelená dieslová lokomotiva
  - dabing: Bohumil Švarc ml. (Záhada Modré Hory), Pavel Tesař (Král Železnice), Jakub Saic (18.-20. série)

- Philip, zelenožlutá dieslová lokomotiva
  - dabing: Vojtěch Hájek

- Petr Sam, zelená parní lokomotiva
  - dabing: Tomáš Juřička (Záhada Modré Hory, 20. série), Libor Terš (18. série)

- Porter, modrozelená parní lokomotiva
  - dabing: Jan Kalous (Příběh Hrdiny), Vojtěch Hájek (18.-20. série)

- Rheneas, oranžová úzkorozchodná parní lokomotiva
  - dabing: Ivo Novák (Záhada Modré Hory), Libor Terš (Král Železnice)

- Rosie, parní lokomotiva
  - dabing: Helena Dytrtová (13. série), Klára Šumanová (ostatní)

- Rusty, oranžová dieslová lokomotiva
  - dabing: Radovan Vaculík

- Salty, dieslová lokomotiva
  - dabing: Milan Slepička (Záchrana z Mlžného Ostrova), Zbyšek Pantůček (Diesel má Slavný Den), Libor Terš (18.řada), Roman Hájek (Sodorská Legenda o Ztraceném Pokladu), Tomáš Juřička (19.-20. série)

- Skarloey, červená úzkorozchodná parní lokomotiva
  - dabing: Tomáš Juřička (Záhada Modré Hory), Jakub Saic (Král Železnice)

- Spencer, stříbrná proudnicová parní lokomotiva
  - dabing: Pavel Tesař (Hrdina na kolejích), Libor Terš (Král Železnice), Tomáš Juřička (18.-20. série)

- Stanley, béžová parní lokomotiva
  - dabing: Zbyšek Pantůček (Diesel má Slavný Den), Jakub Saic (18. série), Ivo Hrbáč (22. série)

- Viktor, červená parní lokomotiva
  - dabing: Libor Terš

- Whiff, tmavě zelená parní lokomotiva
  - dabing: Pavel Tesař (Záchrana z Mlžného Ostrova), Radovan Vaculík (19.-20. série)

#### Vozy
- Annie a Clarabel jsou Tomášovy osobní vagóny se kterými má přátelský vztah.
  - dabing: Helena Dytrtová (13. série), Klára Šumanová (14.-20.,22. série), Radka Stupková (18.-20.,22. série)

- Daisy je zelený motorový vůz, který začal pracovat na Tomášově trati v době, kdy Tomáš narazil do domu přednosty stanice. Nyní pracuje na vedlejší trati z Harwicku do Arlesburgu[10], kde vykonává práci osobní soupravy. Její předlohou byla skutečná lokomotiva Class 122.
  - dabing: Radka Stupková

- Henrietta je Tobyho věrný osobní vagón. Když je Toby nepřítomen, jezdí s ní Percy.

- Otravné vozy jsou nákladní vozy, kterým se tak přezdívá, protože dokážou být velmi problematické a rády se smějí lokomotivám. Mohou to být otevřené vozy, dobytčáky, cisterny nebo brzdící vozy.

- Rocky, červený železniční jeřáb
  - dabing: Pavel Tesař (Záchrana z Mlžného Ostrova), Petr Gelnar (Diesel má Slavný Den), Roman Hájek (ostatní)

- Toad, brzdový vůz
  - dabing: Petr Neskusil (18. série)

### Nekolejové stroje
- Bertie je červený autobus, který pracuje blízko Tomášovy trati. Je ve vlastnictví společnosti Sodor Roadways. Jeho předlohou byl Leyland Tiger.
  - dabing: Roman Hájek

- Carly, přístavní jeřáb
  - dabing: Radka Stupková

- Cranky, přístavní jeřáb
  - dabing: Libor Terš

- Emerson, letadlo
  - dabing: Bohuslav Kalva

- Harold je bílá helikoptéra, která hlídkuje po celém ostrově Sodor. Lokomotivy mu přezdívají „motorový pták“. Je součástí pátracího a záchranného sboru ostrova Sodor. Jeho předlohou byla skutečná helikoptéra Sikorsky S-55.
  - dabing: Libor Terš (Záchrana z Mlžného Ostrova)

- Kevin, silniční jeřáb
  - dabing: Jakub Saic (Příběh Hrdiny), Libor Terš (Sodorská Legenda o Ztraceném Pokladu), Pavel Tesař (ostatní)

- Terence je oranžový pásový traktor, který obvykle pracuje poblíž Tomášovy trati. Vlastní a řídí ho farmář Finney. Jeho předlohou byl Caterpillar Model 70.

- Trevor je traktor, který sídlí ve Wellsworth Vicarage Orchard. Vlastní ho vikář z Wellsworthu a řídí ho Jem Cole. Jeho předlohou byl skutečný traktor William Foster & Co. č. 14593.

### Lidské postavy
- Tlustý přednosta (vlastním jménem Topham Hatt) je kontrolorem Severozápadní železnice a dříve Skarloeyovy železnice. Poprvé se objevil v The Railway Series. Je jednou z nejznámějších postav seriálu Lokomotiva Tomáš. Jeho hlášky jsou "způsobil jsi zmatek a zpoždění!" a "Jsi opravdu užitečná mašinka".
- Paní Hattová je manželkou Tlustého přednosty. Je velmi laskavá k lokomotivám.[11]
- Stephen Hatt je vnuk Tlustého přednosty a jeho manželky paní Hattové.
- Bridget Hatt je vnučka Tlustého přednosty a jeho manželky paní Hattové.
- Farmář Finney je Terenceův řidič a majitel farmy a stodoly.
- Paní Kyndleyová je starší dáma, která žije se svým manželem v chatě poblíž Hackenbeckova tunelu.
- Jem Cole je řidičem Trevora a George. Jeho dobrým přítelem je reverend Charles Laxey. Má svůj vlastní dvůr v Killabanu.
- Reverend Charles Laxey je vikář z Wellsworthu. Je také vlastníkem traktoru Trevora. Žije na faře ve Wellsworthu.